# Star Blaze
Star Blaze es una serie de videojuegos de naves 2D, creado por la empresa Gladiadorts Software para plataforma Microsoft Windows. Consta de dos partes: Star Blaze y Star Blaze 2.

## Star Blaze
Es la primera parte de esta serie, lanzado en octubre de 2005 para PC. El juego ofrece cuatro naves, 12 armas primarias, 12 armas secundarias, la opción de elegir un detonante o bomba, objetos que rotan alrededor de la nave que dan pequeñas ayudas, la opción de cambiar de motor y propulsor, la opción de comprar y vender estos.
El juego se constituye de cuatro capítulos, cada episodio tiene cuatro niveles más uno que ofrece el combate cara a cara contra el último jefe.

## Star Blaze II
Fue dispuesto al público en septiembre de 2009 para PC con plataforma Microsoft Windows. El juego presenta cambios ligeros en comparación con su antecesora como la disponibilidad de una nave, modificación de armas, ayudas, y adicionalmente un capítulo de cinco niveles, entre otras características.
Las descargas mundiales sólo ofrecen una versión shareware de 30 días, con 2 niveles del primer capítulo y la disponibilidad de algunos armamentos. El juego puede ser comprado en versión completa por la página web principal o por el launcher al jugar la versión de prueba.
- Datos: Q30915763